# Aristaria chaerilus
Aristaria chaerilus là một loài bướm đêm trong họ Noctuidae.